# Otto Behm
Otto Friedrich Ludwig Behm (* 14. August 1884 in Köln; † nach 1935) war ein deutscher Bibliothekar.

## Leben
Er war der Sohn des Bankdirektors und Handlungssachverständigen Rudolf Behm und dessen Ehefrau, die Malerin Helene geborene Schmitz. Nach dem Besuch des Humanistischen Gymnasiums studierte Otto Behm an der Universität Bonn und wechselte dann nach Paris. Er studierte Geisteswissenschaften und Historische Hilfswissenschaften und promovierte in  mittelalterlicher Geschichte zum Dr. phil. Seine erste Anstellung erhielt er 1911 als Hilfsbibliothekar an der Handelshochschule Köln. 1912 wechselte Otto Behm als Sekretär an die Seite seines Vaters in Mannheim. Im Ersten Weltkrieg folgte er dem Rückruf an die Bibliothek der Kölner Handels-Hochschule im Jahre 1917. Im darauffolgenden Jahr wurde er zum Direktor der Bibliothek und des Wirtschaftsarchivs der Handelshochschule in Mannheim ernannt. Gleichzeitig wurde er nebenamtlich Direktor der Bibliothek der Handelskammer Mannheim. Ende der 1920er Jahre verstärkten sich persönliche Konflikte mit einer seiner Mitarbeiterin Lilly Lichtenthaeler, die vor ihm die Bibliothek kommissarisch geleitet hatte. Da daraus Mängel bei der Bibliotheksverwaltung resultierten, wurde im Jahre 1929 Professor Schuster als Aufsicht von Otto Behm eingesetzt. 1932, im Jahr des 25-jährigen Bestehens der Handelsschulbibliothek, erfolgte die Fusion mit der Mannheimer Schlossbibliothek, wodurch Otto Behm dem Direktor dieser Bibliothek, Wilhelm Fraenger, unterstellt wurde, der 1933 durch die Nationalsozialisten entlassen wurde. Bereits zuvor war am 1. Oktober 1932 Otto Behm im Alter von 48 Jahren mit 66 % seines Gehalts in den Vorruhestand versetzt worden. Seine Mitarbeiterin Lilly Lichtenthaeler übernahm nach Ende des Zweiten Weltkrieges die Bibliotheksleitung.
In seiner Freizeit war er ab 1910 auch belletristisch tätig, verfasste einige kulturgeschichtliche Romane und Novellen.

## Schriften (Auswahl)
- Die ältesten clevischen Chroniken und ihr Verhältnis zu einander: Wisseler Grafenreihe, Anonymi Chronicon und Gert von der Schüren; ein Beitrag zur niederrheinischen Territorialgeschichte, Bonn, Univ., Diss., 1908.
- Mannheims Anschluß an die deutschen Büchereien. In: Neue Badische Landeszeitung Mannheim vom 22. Dezember 1925.
- Jubiläum einer Bibliothek. Fünfundzwanzig Jahre Handelshochschulbibliothek. In: Mannheimer Tagblatt vom 10. Februar 1932.
- Die Neuordnung des öffentlichen Bibliothekswesens. In: Badische Landeszeitung vom 9. März 1932.

## Familie
Otto Behm war seit 1921 verheiratet mit Stefanie geborene Cierpka (* 1899), die 1933 an der Universität Heidelberg die Schrift Die optimistische Weltanschauung in der deutschen Gedankenlyrik der Aufklärungszeit vorlegte.